# スール (オマーン)
スール（ラテン文字：Sur、アラビア語: صور）はオマーン北東部にあるシャルキーヤ地方の中心都市であり、オマーン湾に面する港湾都市である。オマーンの首都であるマスカットからは南東に150kmの地点にある。スールは歴史的に船乗りの間で重要な目的地として知られていた。現代でも、海はスールにおいて重要な存在で在り続けている。2010年時点における人口は46,900人。

## 歴史
6世紀までに、スールは東アフリカとの交易の中心都市として設立された。16世紀、スールはポルトガルの支配下に入ったものの、オマーンのイマームナースィル・ビン・ムルシドにより開放された後はインドや東アフリカとの交易の中心地として経済復興を遂げた。その後イギリスが奴隷貿易を禁止する19世紀半ばまでこの体制は続いた。スールはスエズ運河開通式により影響力が低下、インドとの交易も減少した。

## 教育
スールで最も規模の大きな大学にスール応用科学大学がある。この大学の学生数は4,000人以上であり、ビジネス、コミュニケーション、情報技術、デザインの学位を取得することが可能である。スール応用科学大学はオマーン国内で有数のレベルの高い高等教育機関と考えられている。スールには他にスール大学などがある。

## 造船
スールは木製の帆船の造船都市としてペルシア湾でも有数の有名な都市である。歴史の要請により、スールはオマーン湾とインド洋湾岸の都市との交易を行う港湾都市として発展することとなった。サンブークやガンジャなど多くの帆船がスールで建造されてきた。これらの帆船はかつて中国、インド、ザンジバル、イラクなどを含む多くの国へと航海を行っていた。これらの帆船は真珠採取にも用いられていた。
現代では、スールは過去二世紀交易に使用されていたダウ船の主要造船都市としてその名をとどめている。

## 気候
スールは砂漠気候に属し、一年を通して降水量は少なく気温の高い厳しい気候である。スールは港湾都市であるため、夜間の気温が急激に下るということはない。雨季のような期間は存在しないが、3月は比較的湿度が高く、9月は湿度が年間を通じて最も低くなる傾向がある。
時に、スールはサイクロンの被害をうけることがある。2007年6月、サイクロン・ゴヌがスールを襲った。また、2010年にはサイクロン・フェトによる被害を受けている。
| スールの気候                                      | スールの気候 | スールの気候 | スールの気候 | スールの気候 | スールの気候 | スールの気候 | スールの気候 | スールの気候 | スールの気候 | スールの気候 | スールの気候 | スールの気候 | スールの気候  |
| 月                                                | 1月          | 2月          | 3月          | 4月          | 5月          | 6月          | 7月          | 8月          | 9月          | 10月         | 11月         | 12月         | 年            |
| ------------------------------------------------- | ------------ | ------------ | ------------ | ------------ | ------------ | ------------ | ------------ | ------------ | ------------ | ------------ | ------------ | ------------ | ------------- |
| 最高気温記録 °C （°F）                            | 33.4 (92.1)  | 37.4 (99.3)  | 42.0 (107.6) | 44.2 (111.6) | 48.0 (118.4) | 49.8 (121.6) | 48.0 (118.4) | 47.2 (117)   | 44.0 (111.2) | 42.5 (108.5) | 36.8 (98.2)  | 34.6 (94.3)  | 49.8 (121.6)  |
| 平均最高気温 °C （°F）                            | 26.3 (79.3)  | 28.4 (83.1)  | 31.7 (89.1)  | 36.5 (97.7)  | 41.3 (106.3) | 41.7 (107.1) | 40.5 (104.9) | 38.9 (102)   | 38.4 (101.1) | 35.7 (96.3)  | 31.1 (88)    | 27.7 (81.9)  | 34.85 (94.73) |
| 日平均気温 °C （°F）                              | 21.7 (71.1)  | 22.5 (72.5)  | 25.5 (77.9)  | 29.9 (85.8)  | 33.4 (92.1)  | 34.1 (93.4)  | 33.2 (91.8)  | 31.1 (88)    | 30.8 (87.4)  | 29.2 (84.6)  | 25.3 (77.5)  | 22.7 (72.9)  | 28.28 (82.92) |
| 平均最低気温 °C （°F）                            | 17.7 (63.9)  | 18.9 (66)    | 21.7 (71.1)  | 25.7 (78.3)  | 29.8 (85.6)  | 30.7 (87.3)  | 29.5 (85.1)  | 27.8 (82)    | 26.9 (80.4)  | 25.0 (77)    | 21.3 (70.3)  | 18.8 (65.8)  | 24.48 (76.07) |
| 最低気温記録 °C （°F）                            | 7.0 (44.6)   | 8.8 (47.8)   | 9.6 (49.3)   | 17.5 (63.5)  | 22.5 (72.5)  | 16.8 (62.2)  | 17.2 (63)    | 16.0 (60.8)  | 15.0 (59)    | 14.2 (57.6)  | 9.0 (48.2)   | 8.8 (47.8)   | 7 (44.6)      |
| 雨量 mm （inch）                                  | 11.0 (0.433) | 9.8 (0.386)  | 17.2 (0.677) | 7.7 (0.303)  | 1.7 (0.067)  | 13.4 (0.528) | 3.2 (0.126)  | 2.5 (0.098)  | 0.0 (0)      | 1.7 (0.067)  | 3.3 (0.13)   | 10.9 (0.429) | 82.4 (3.244)  |
| 平均降雨日数                                      | 1.8          | 2.2          | 2.5          | 2.0          | 0.3          | 0.4          | 0.7          | 0.4          | 0.0          | 0.4          | 0.7          | 1.6          | 13            |
| % 湿度                                            | 69           | 70           | 63           | 56           | 53           | 56           | 59           | 65           | 63           | 60           | 66           | 69           | 62.4          |
| 出典1：世界気象機関 (国連)                        |              |              |              |              |              |              |              |              |              |              |              |              |               |
| 出典2：NOAA (extremes, mean, humidity, 1977-1990) |              |              |              |              |              |              |              |              |              |              |              |              |               |

## ギャラリー

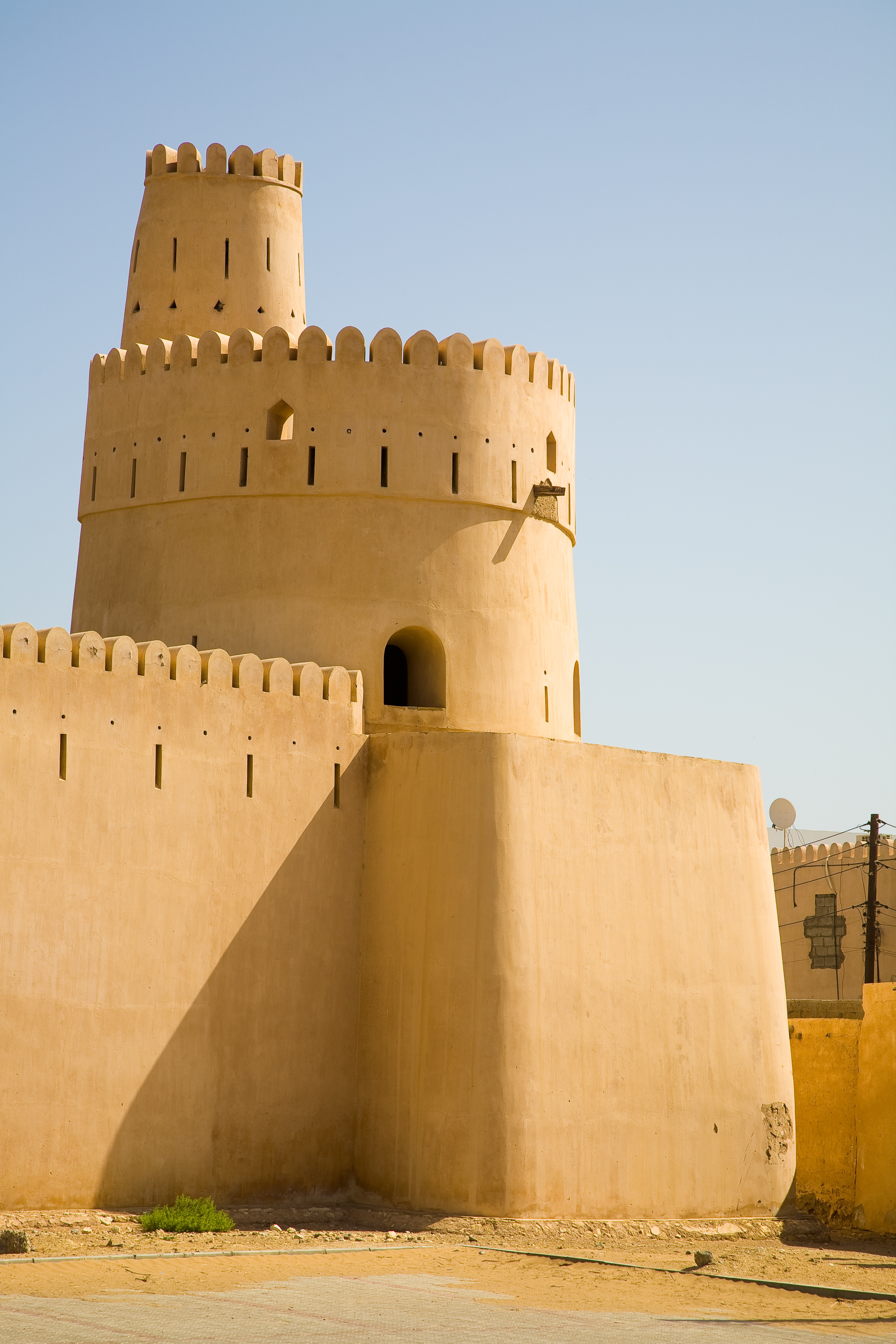
スールの要塞跡
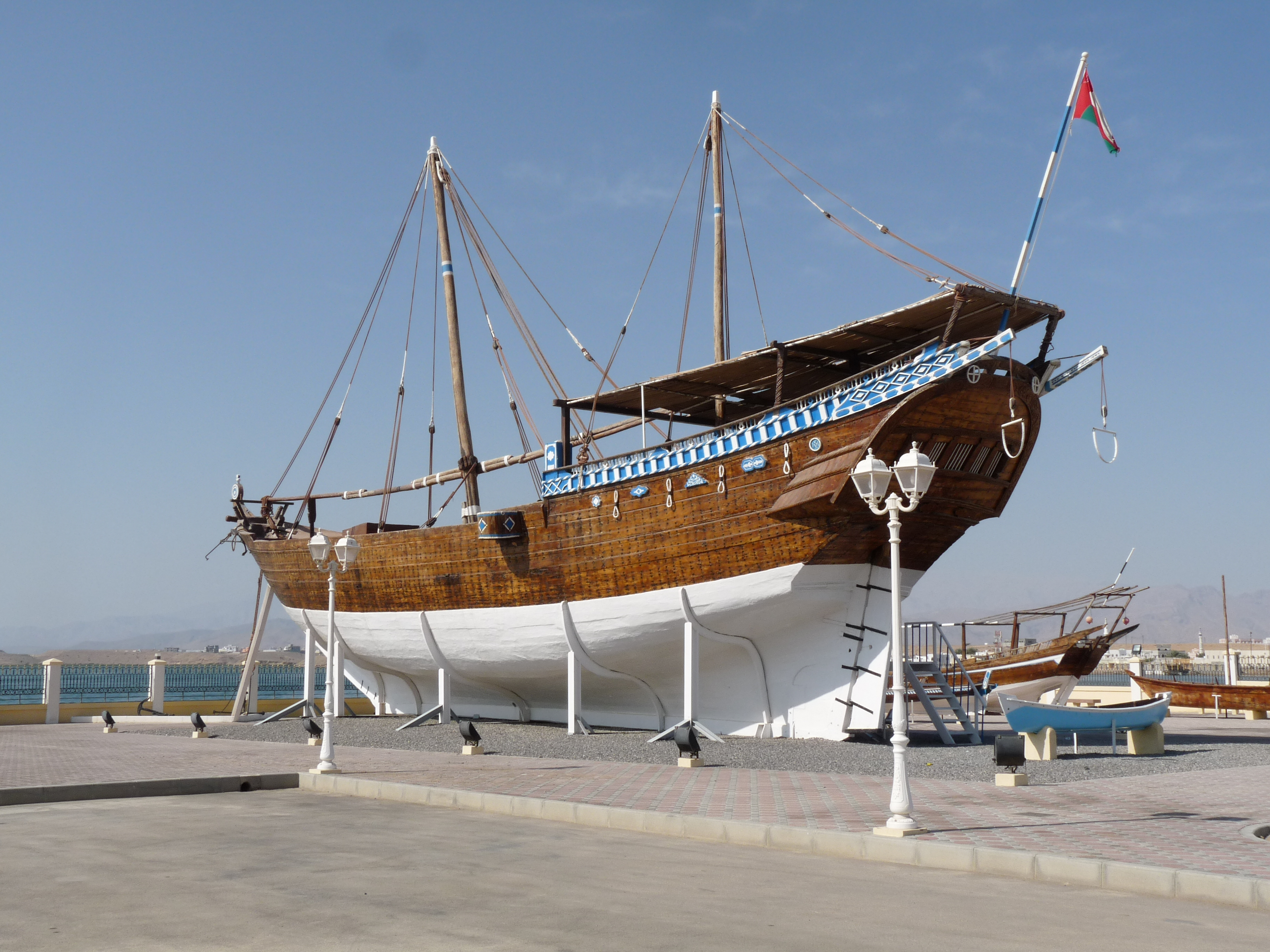
ダウ船
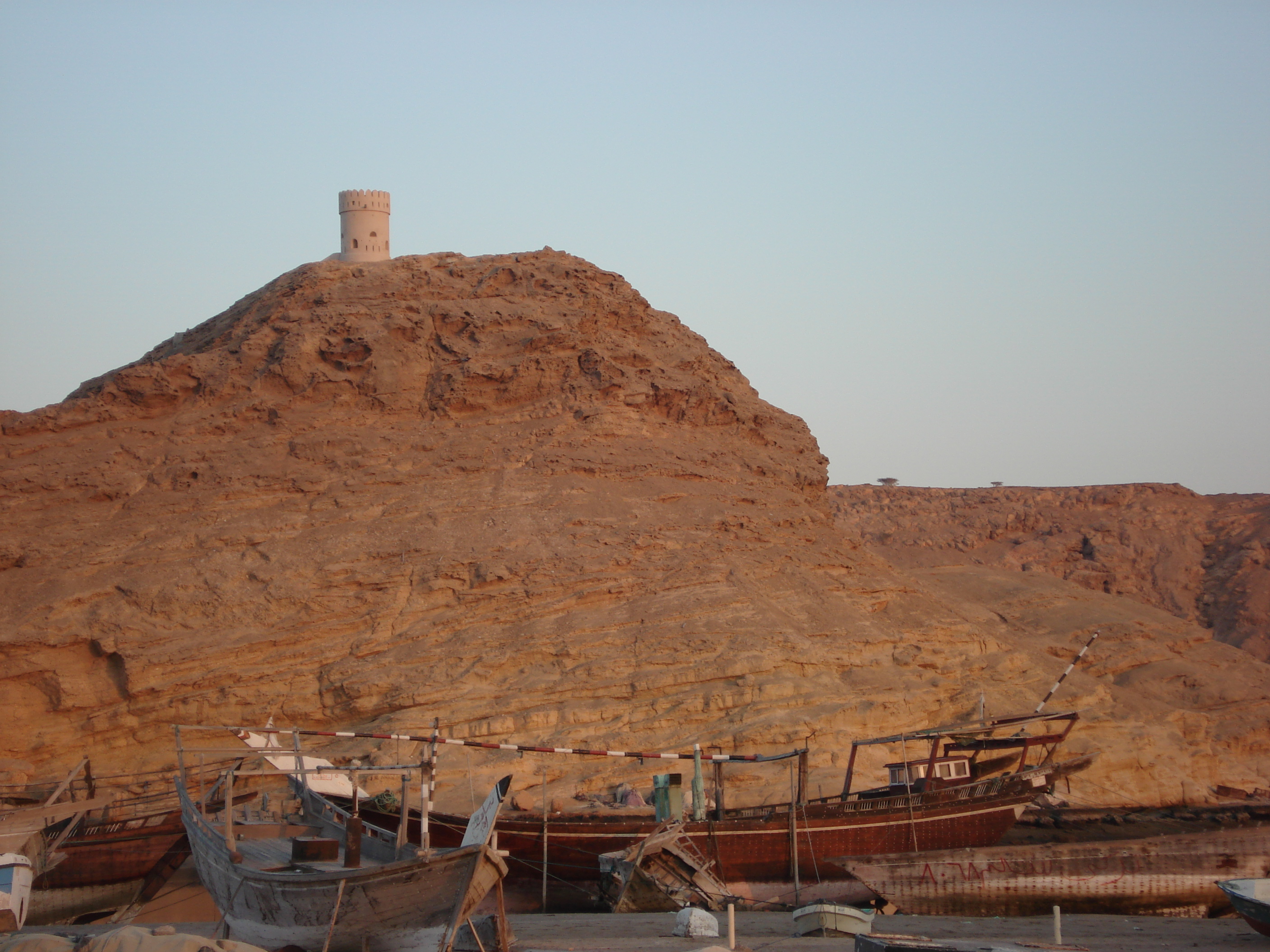
スールのダウ船造船所
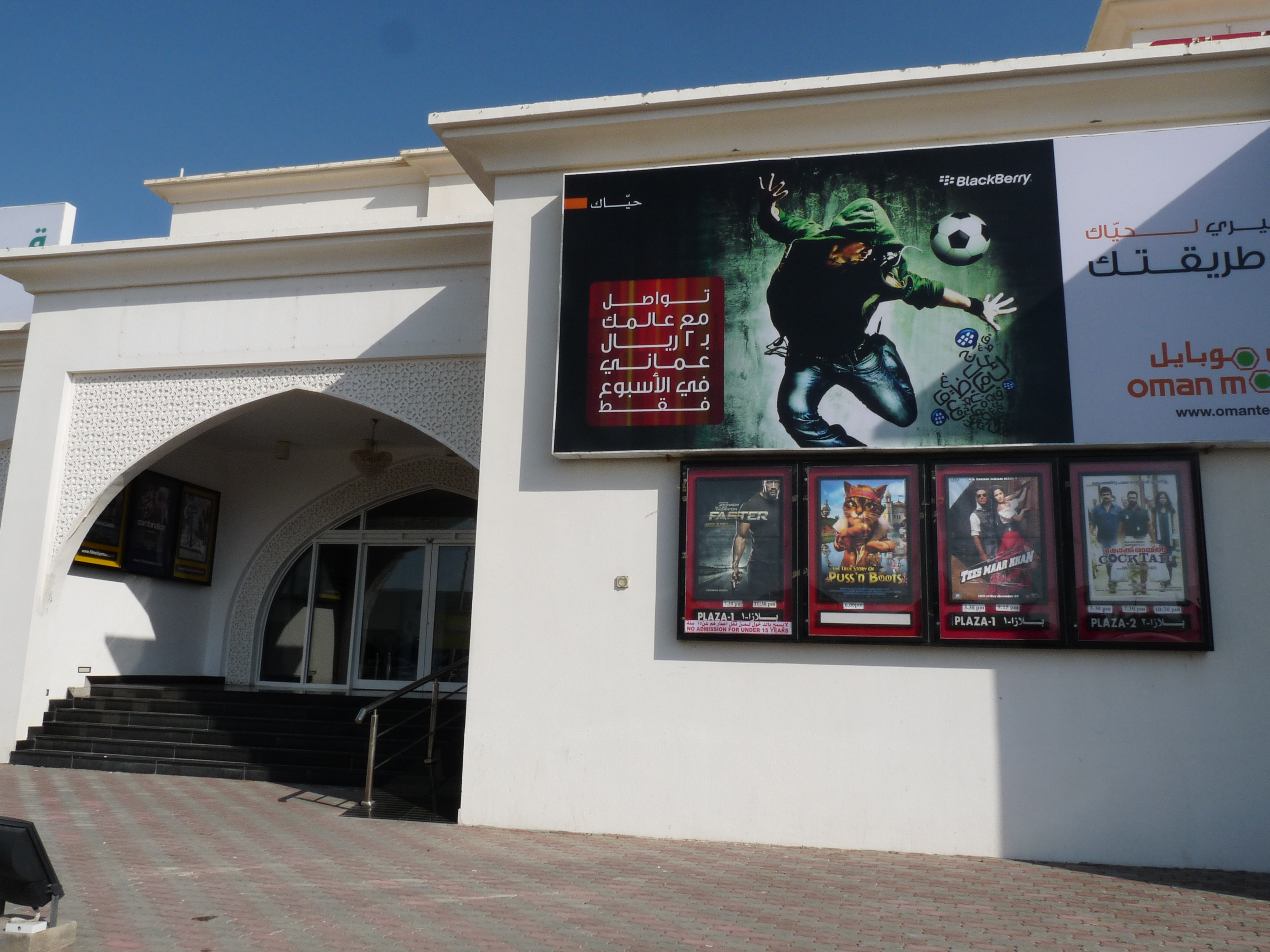
スールの映画館
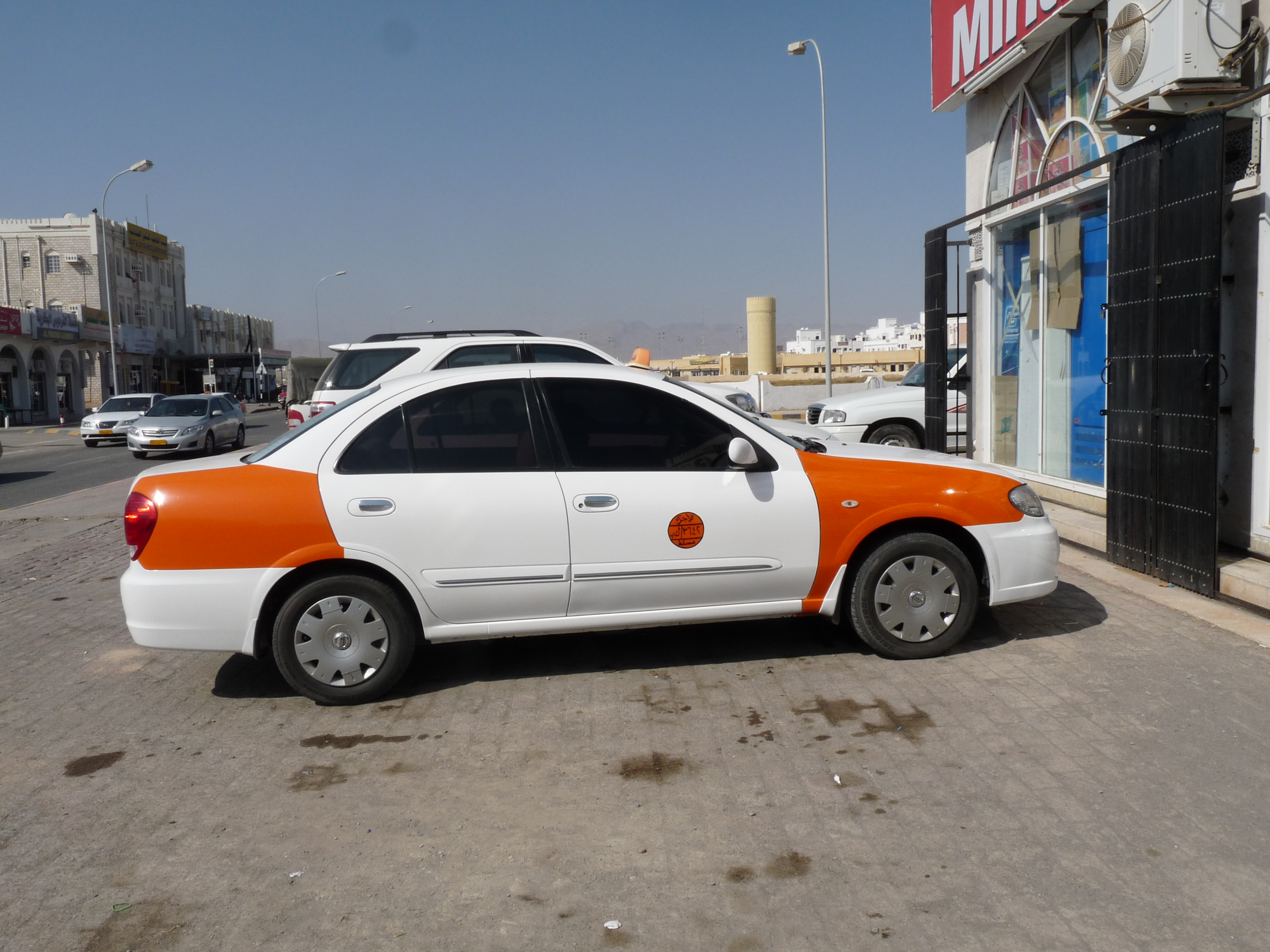
スールのタクシー